# Scrubs
Scrubs (ursprungligen sänd i Sverige under titeln Första hjälpen) är en amerikansk komediserie skapad av Bill Lawrence och producerad av ABC Studios. Serien följer den nyutexaminerade läkaren Dr. John "J.D." Dorian och hans vänner och kollegor i livet på och utanför det fiktiva sjukhuset Sacred Heart. Det engelska ordet "scrubs" betyder "doktorskläder" (som bärs av läkare och sköterskor vid operationer).
Serien har blivit belönad med ett antal Golden Globe-nomineringar, bland annat för Zach Braffs skådespelarinsats som J.D. och för bästa musik till komediserie.

## Översikt
Serien följer den nyutexaminerade läkaren Dr. John "J.D." Dorian och hans vänner och kollegor i livet på och utanför sjukhuset Sacred Heart. J.D. kommer till Sacred Heart tillsammans med collegevännen Dr. Christopher Turk när de är nyutexaminerade från läkarutbildningen. De börjar arbeta på Sacred Heart som AT-läkare. Där lär de känna den likaså nyutexaminerade läkaren Dr. Elliot Reid, den lite mer erfarna sjuksköterskan Carla Espinosa, Dr. Percival "Perry" Cox, sjukhuschefen Dr. Robert "Bob" Kelso med flera.
Inför och under den åttonde säsongen började rykten florera kring nedläggning. Sedan tidigare var det känt att säsong 8 skulle bli den sista för skådespelarna Zach Braff (J.D.) och Judy Reyes (Carla)[källa behövs]. Zach Braff meddelade dock att han kunde tänka sig att komma tillbaka till serien som gästskådespelare under kommande säsonger. Det sista avsnittet med Braff och Reyes sändes den 6 maj i USA. Skaparen Bill Lawrence hade tidigare tillkännagivit att efter säsong 8 skulle serien sluta produceras och att han skulle lämna. Samtidigt hade han sedan tidigare, i juni 2007, skrivit på ett fyraårskontrakt med ABC.[källa behövs] I maj 2009 meddelade ABC att en nionde säsong skulle produceras. Originalsändningen av det första avsnitt skedde den 1 december 2009 och finalavsnittet sändes den 17 mars 2010. I maj 2010 meddelade ABC att ingen ny säsong av serien skulle spelas in. Den nionde säsongen blev därför seriens sista säsong. 

## I Sverige
I Sverige har serien tidigare sänts under namnet Första Hjälpen på TV3, men senare sändes den under originalnamnet både på TV6 och på TV3. Dock avslutades serien endast i TV3, efter säsong 8.

## Rollfigurer

### Huvudpersoner (i rollordning)
| Zach Braff       | – Dr. John Michael Dorian "J.D." Kallad "Bambi" av Carla eller något slumpmässigt utvalt tjejnamn/"Newbie" av Dr. Cox |
| Sarah Chalke     | – Dr. Elliot Reid "Barbie"                                                                                            |
| Donald Faison    | – Dr. Christopher Duncan Turk "Brownbear"/"Gandhi"/"Turkleton"                                                        |
| Judy Reyes       | – Sjuksköterskan Carla Espinosa senare Turk                                                                           |
| John C. McGinley | – Dr. Percival Ulysses "Perry" Cox                                                                                    |
| Ken Jenkins      | – Dr. Robert "Bob" Kelso                                                                                              |
| Neil Flynn       | – The Janitor/Vaktmästaren "Glen Mathews"/"Josh"/"Tony"/"Tommy"/"Dr. Jan Itor"                                        |

### Några återkommande rollfigurer
| Christa Miller  | – Jordan Sullivan                                                                       |
| Sam Lloyd       | – Theodore "Ted" Buckland                                                               |
| Travis Schuldt  | – Keith Dudemeister                                                                     |
| Johnny Kastl    | – Dr. Doug "Nervous Guy" Murphy                                                         |
| Robert Maschio  | – Dr. Todd "The Todd" Quinnlan                                                          |
| Aloma Wright    | – Sjuksköterskan Laverne Roberts (under säsong 1-6), Shirley "Laverneagain" (säsong 7). |
| Charles S. Chun | – Dr. Phillip Wen                                                                       |
| Elizabeth Banks | – Dr. Kim Briggs                                                                        |
| Courtney Cox    | – Dr. Taylor Maddox                                                                     |
| Scott Foley     | – Sean Kelly                                                                            |
| Tara Reid       | – Danni Sullivan                                                                        |
| Tom Cavanagh    | – Dan Dorian (J.D.:s bror)                                                              |
| Mandy Moore     | – Julie Quinn                                                                           |
| Brendan Fraser  | – Ben Sullivan                                                                          |

## Handling

### På sjukhuset
Under seriens gång får man följa de tre nyutexaminerade läkarna John "J.D." Dorian, Elliot Reid och Chris Turk. Hela tiden får man även ta del av J.D.:s tankar och fantasier. Alla tre arbetar på Sacred Heart Hospital, vilket inte alltid är så lätt. Dels tvingas de lyda sjukhuschefen, Bob Kelso, och dels Perry Cox. Detta är inte alltid så lätt eftersom dessa två avskyr varandra och har väldigt olika viljor, vilket resulterar i att nykomlingarna ofta hamnar i kläm.

### Privatliv
Under seriens gång får man följa huvudpersonerna och deras arbete på sjukhuset, men även deras relationer till varandra. Turk faller för den självständiga och starka sjuksköterskan Carla. Deras förhållande leder fram till giftermål senare i serien. De båda har många stora och små konflikter, men de kämpar dock på och gör sitt bästa för att lösa dem.
J.D. och Elliot går i cirklar runt sina känslor för varandra till en början. De försöker vid flera tillfällen att bli ett par. Under ett av avbrotten dejtar Elliot en kille vid namn Sean Kelly spelad av Scott Foley, medan J.D. har en romans med Jordans yngre syster Danni Sullivan spelad av Tara Reid. Säsong 6 har Elliot en kille vid namnet Keith. Vidare har J.D. problem med sin bror Dan, Tom Cavanagh, som fortfarande bor hemma hos mamman. Dan dyker upp i tid och otid. En gång i säsong fyra dyker han upp oväntat och J.D. får reda på att deras far har gått bort i en hjärtattack, och de båda bröderna har sina metoder för att gå igenom den svåra biten efteråt. Elliot var i början blyg och pappas bortskämda flicka. Men när hennes pappa inte accepterar hennes liv bryter hon med sina föräldrar och blir hemlös. När hon hittat en bostad tar hon tag i sitt liv och blir både självsäker och självständig.
Dr. Perry Cox och Jordan Sullivan har ett ganska komplicerat förhållande, de har nämligen båda två starka viljor och svar på tal. I början är Jordan den onda ex-frun till Dr. Cox, men de inser ganska snart att de trots allt trivs ihop och blir tillsammans igen, utan att gifta sig. De får senare också ett barn som heter Jack. I ett program visar det sig att de aldrig blev skilda då deras skilsmässoadvokat, Ted Buckland, strulat med papperen. Då de inte kommer överens så skiljer de sig igen i slutet av samma program. De insåg nämligen att de gillade förhållandet som det var, att skrika på varandra och ge varandra svar på tal. De får senare ett till barn, som heter Jennifer Dylan. Jennifer Dylan har fått sitt namn av J.D. som ett straff av Jordan för att ingen kom och hälsade på henne när barnet hade fötts (Jennifer Dylan, J.D.).

## Avsnitt
| 1. "My First Day (Pilotavsnitt)" 2. "My Mentor" 3. "My Best Friend's Mistake" 4. "My Old Lady" 5. "My Two Dads" 6. "My Bad" 7. "My Super Ego" 8. "My Fifteen Minutes" 9. "My Day Off" 10. "My Nickname" 11. "My Own Personal Jesus" 12. "My Blind Date" 13. "My Balancing Act" 14. "My Drug Buddy" 15. "My Bed Banter & Beyond" 16. "My Heavy Meddle" 17. "My Student" 18. "My Tuscaloosa Heart" 19. "My Old Man" 20. "My Way or the Highway" 21. "My Sacrificial Clam" 22. "My Occurrence" 23. "My Hero" 24. "My Last Day" | 1. "My Overkill" 2. "My Nightingale" 3. "My Case Study" 4. "My Big Mouth" 5. "My New Coat" 6. "My Big Brother" 7. "My First Step" 8. "My Fruit Cups" 9. "My Lucky Day" 10. "My Monster" 11. "My Sex Buddy" 12. "My New Old Friend" 13. "My Philosophy" 14. "My Brother, My Keeper" 15. "His Story" 16. "My Karma" 17. "My Own Private Practice Guy" 18. "My T.C.W." 19. "My Kingdom" 20. "My Interpretation" 21. "My Drama Queen" 22. "My Dream Job"                                                                                         | 1. "My Own American Girl" 2. "My Journey" 3. "My White Whale" 4. "My Lucky Night" 5. "My Brother, Where Art Thou?" 6. "My Advice to You" 7. "My Fifteen Seconds" 8. "My Friend the Doctor" 9. "My Dirty Secret" 10. "My Rule of Thumb" 11. "My Clean Break" 12. "My Catalyst" 13. "My Porcelain God" 14. "My Screw Up" 15. "My Tormented Mentor" 16. "My Butterfly" 17. "My Moment of Un-Truth" 18. "His Story II" 19. "My Choosiest Choice of All" 20. "My Fault" 21. "My Self-Examination" 22. "My Best Friend's Wedding"                |  |  |  |
| Säsong 4 (2004-2005) | Säsong 5 (2006) | Säsong 6 (2006-2007) |  |  |  |
| 1. "My Old Friend's New Friend" 2. "My Office" 3. "My New Game" 4. "My First Kill" 5. "Her Story" 6. "My Cake" 7. "My Common Enemy" 8. "My Last Chance" (regisserat av Zach Braff) 9. "My Malpractical Decision (1)" 10. "My Female Trouble (2)" 11. "My Unicorn" 12. "My Best Moment" 13. "My Ocardial Infarction" 14. "My Lucky Charm" 15. "My Hypocritical Oath" 16. "My Quarantine" 17. "My Life in Four Cameras" 18. "My Roommates" 19. "My Best Laid Plans" (regisserat av Zach Braff) 20. "My Boss' Free Haircut" 21. "My Lips Are Sealed" 22. "My Big Move" 23. "My Faith in Humanity" 24. "My Drive By" 25. "My Changing Ways" | 1. "My Intern's Eyes" 2. "My Rite of Passage" 3. "My Day at the Races" 4. "My Jiggly Ball" 5. "My New God" 6. "My Missed Perception" 7. "My Way Home" (regisserat av Zach Braff) 8. "My Big Bird" 9. "My Half-Acre" 10. "Her Story II" 11. "My Buddy's Booty" 12. "My Cabbage" 13. "My Five Stages" 14. "My Own Personal Hell" 15. "My Extra Mile" 16. "My Bright Idea" 17. "My Chopped Liver" 18. "My New Suit" 19. "His Story III" 20. "My Lunch" 21. "My Fallen Idol" 22. "My Déjà Vu, My Déjà Vu" 23. "My Urologist" 24. "My Transition" | 1. "My Mirror Image" 2. "My Best Friend's Baby's Baby and My Baby's Baby" 3. "My Coffee" 4. "My House" 5. "My Friend With Money" 6. "My Musical" 7. "His Story IV" 8. "My Road to Nowhere" 9. "My Perspective" 10. "My Therapeutic Month" 11. "My Night to Remember" 12. "My Fishbowl" 13. "My Scrubs" 14. "My No Good Reason" (regisserat av Zach Braff) 15. "My Long Goodbye" 16. "My Words of Wisdom" 17. "Their Story" 18. "My Turf War" 19. "My Cold Shower" 20. "My Conventional Wisdom" 21. "My Rabbit" 22. "My Point of No Return" |  |  |  |
| Säsong 7 (2007-2008) | Säsong 8 (2008-2009) | Säsong 9 (2009-2010) |  |  |  |
| 1. "My Own Worst Enemy" 2. "My Hard Labor Day" 3. "My Inconvenient Truth" 4. "My Identity Crisis" 5. "My Growing Pains" (regisserat av Zach Braff) 6. "My Number One Doctor" 7. "My Bad Too" 8. "My Manhood" 9. "My Princess" (regisserat av Zach Braff) 10. "My Dumb Luck" 11. "My Waste of Time" 12. "My Commitment" - (slutfördes aldrig, så officiellt finns det bara 11 avsnitt i säsong 7.) | 1. "My Jerks" 2. "My Last Words" 3. "My Saving Grace" 4. "My Happy Place" 5. "My ABC's" 6. "My Cookie Pants" 7. "My New Role" 8. "My Lawyer's In Love" 9. "My Absence" 10. "My Comedy Show" 11. "My nah nah nah" 12. "Their Story II" 13. "My Full Moon" 14. "My Soul On Fire, Part 1" 15. "My Soul On Fire, Part 2" 16. "My Cuz" 17. "My Chief Concern" 18. "My Finale, Part 1" 19. "My Finale, Part 2" | 1. "Our First Day of School" (Zach Braff och Neil Flynn gästspelar) 2. "Our Drunk Friend" (Zach Braff gästspelar) 3. "Our Role Models" (Zach Braff gästspelar) 4. "Our Histories" (Zach Braff gästspelar) 5. "Our Mysteries" (Zach Braff gästspelar) 6. "Our New Girl-Bro" 7. "Our White Coats" 8. "Our Couples" 9. "Our Stuff Gets Real" (Zach Braff gästspelar) 10. "Our True Lies" 11. "Our Dear Leaders" 12. "Our Driving Issues" 13. "Our Thanks"                                                                                     |  |  |  |

## Musik
I serien har musiken en stor betydelse. Bill Lawrence kallade musiken för "den extra skådespelaren".[källa behövs] Musik av Joshua Radin, Colin Hay och Howie Day är ständigt återkommande hela serien igenom. Joshua Radins "Winter" spelas i samband med Ben Sullivans (Brendan Fraser) begravning i säsong 3.